# Wiesviller
Wiesviller – miejscowość i gmina we Francji, w regionie Grand Est, w departamencie Mozela.
Według danych na rok 1990 gminę zamieszkiwało 920 osób, a gęstość zaludnienia wynosiła 104 osób/km² (wśród 2335 gmin Lotaryngii Wiesviller plasuje się na 389. miejscu pod względem liczby ludności, natomiast pod względem powierzchni na miejscu 677.).